# モーリツ・ベニョヴスキー
モーリツ・ベニョヴスキー（Móric Benyovszky、Maurycy Beniowski 1746年9月20日 - 1786年3月23日）は、東欧出身の軍人。冒険家でもあり、その数奇な遍歴において鎖国中の日本を含む多くの国を訪れた。

## 生涯
生年は自身の回想記では1741年としているが七年戦争への従軍歴を偽るために繰り上げたものであり、実際は1746年である。生まれはハンガリー（現在のスロバキア領ヴェルボ）であるが、ポーランド、ロシアなどとも称していた。ポーランド人の対ロシア抵抗組織「バール連盟」に加わったベニョヴスキーはロシアの捕虜となり、脱走の試みが失敗したのちカムチャツカ半島へと流刑された。そこで他の捕虜と共に反乱を起こして現地の司令官ニーロフを殺害、停泊中のコルベットを奪取して「聖ピョートル号」と名づけ、1771年5月にカムチャツカを脱出した。

### 千島列島
南下して千島列島の新知島に立ち寄り、5月29日から6月9日まで滞在した。カムチャツカに戻ろうと企てたロシア人船員ゲラシム・イズマイロフらを食糧と共に置き去ったため、食糧が残り少なくなり、日本に進路を向けることを決定する。

### 日本に来航
7月8日、阿波国徳島藩の日和佐（現徳島県美波町）に来航する。徳島藩は幕府の咎めを恐れて上陸を許さなかったが、水と食料を提供した。

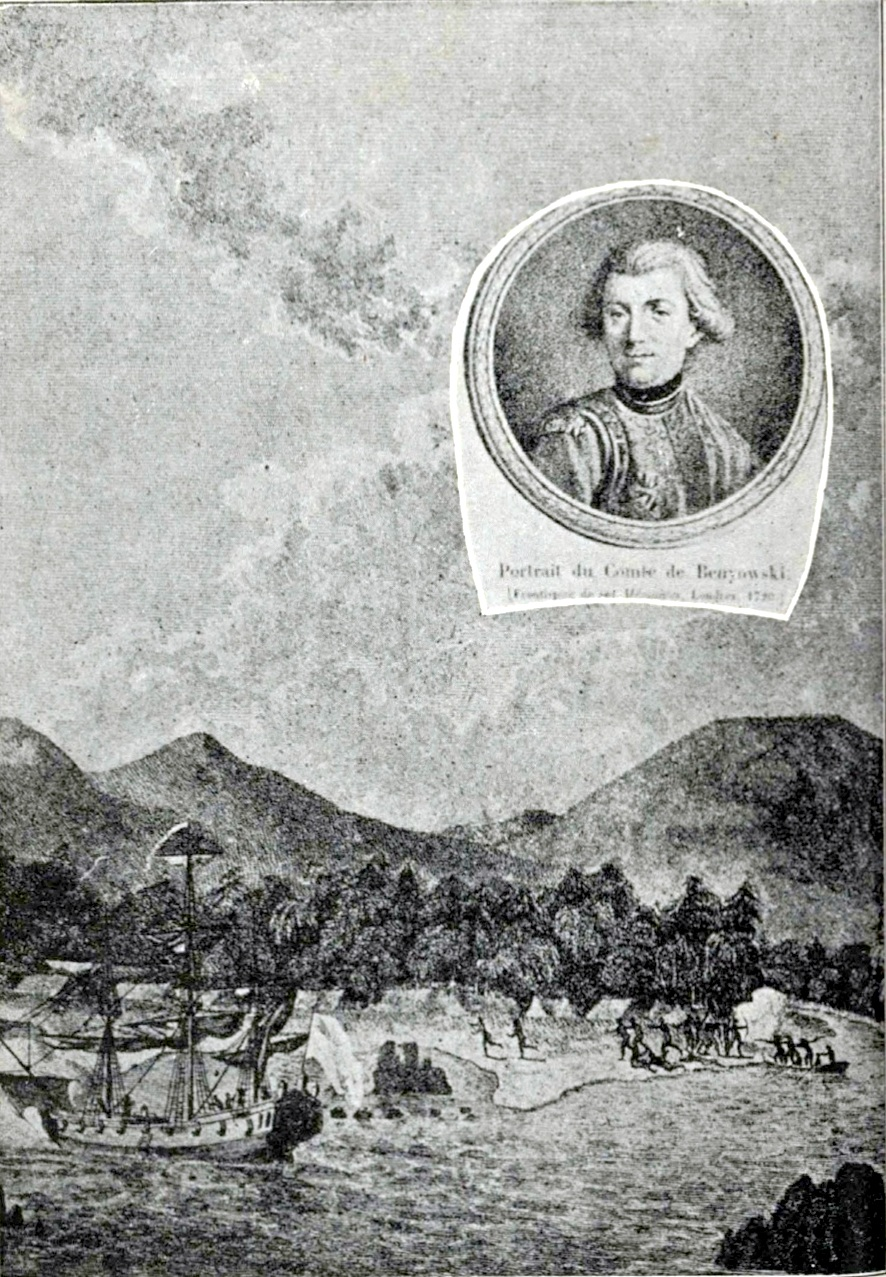
「ベンヨスキーの臺灣探撿」

阿波を後にして土佐国高知藩の佐喜浜（現高知県室戸市）に向かったが、上陸はできなかった。このため長崎を目指したが、方向を見失って奄美大島に流れ着き上陸する。この地で長崎のオランダ商館長宛の書簡を送ったが、これが後に「手紙事件」に繋がることとなる。台湾島に寄港したが現地人との間で戦闘となり、次の寄港地マカオに向かった。

### 手紙事件
奄美大島で発した書簡は神聖ローマ帝国陸軍中佐名義で高地ドイツ語で書かれていた。長崎オランダ商館長ダニエル・アーメナウルトが幕府より解読を依頼されたが、その内容はルス国（ロシア帝国）が松前近辺を占拠するためにクリル諸島に要塞を築いているという内容を含んでいた。ベニョヴスキーをオランダ語読みした「ファン・ベンゴロ」は日本で「はんべんごろう」と呼ばれることになり、幕府は書簡の存在を秘匿したものの、工藤平助・林子平らがロシア関連書籍を刊行して世に警鐘を鳴らすきっかけとなった。

### 最期
マカオで聖ピョートル号と積まれていた毛皮類を売却。フランス船2隻に仲間と共に乗船し、1772年3月にはフランスに渡航する。国王ルイ15世に感銘を与えマダガスカルに植民地を建設する許可、資金と兵士を得て1773年にマダガスカルへ渡る。この間、台湾・国後島・奄美大島などに根拠地を築き日本と通商関係を樹立することも提言し、大島住民からの許可状もあると主張したが、フランス政府からは相手にされなかった。マダガスカルの開発は楽観的な報告の如くには進展しておらず、1778年にはフランス本国からの通達でこの事業は取り止めとなった。1785年にイギリスの後援を取りつけて再度マダガスカルへ渡航するが、モーリシャス総督が派遣したフランス軍部隊によって攻撃され、流弾に当たって死亡したと伝わる。死後1790年に虚構の冒険譚を織り交ぜた回想記がイギリスで出版され、ヨーロッパ各国語に翻訳されて好評を博した。後に舞台化もされ、近年はハンガリー国内でテレビドラマ Vivat Beňovský!（2010年）や映画化もされている。

## 翻訳された著書
- 『ベニョフスキー航海記』 沼田次郎・水口志計夫編訳 平凡社・東洋文庫 1970年 ISBN 4-582-80160-9

## 登場する作品
- 『風雲児たち』（みなもと太郎）
- 『日本人の西洋発見』（ドナルド・キーン著 芳賀徹訳 中公文庫 1982年 M11-5 ISBN 4-12-200926-X）